# Missionsgesellschaft
Missionsgesellschaften sind Einrichtungen, deren Ziel die Aussendung von Missionaren ist. Im Folgenden wird nicht unterschieden, ob die Missionierung in fremden Kulturen und Religionen erfolgt, früher als Heiden-Mission bezeichnet, oder ob dies im eigenen Kulturkreis oder gar als Evangelisation in der eigenen oder in verwandten Religionsgemeinschaften erfolgt, zum Beispiel mit der Zeltmission und dem Missionswerk Werner Heukelbach oder verbunden mit sozialen Diensten am Nächsten, wie den Werken der Inneren Mission zum Beispiel der Hamburger Stadtmission oder der Bahnhofsmission. Bei einigen Werken vermischen sich auch beide Aufgaben. Der Schwerpunkt der Aufstellung liegt aber hier bei der Äußeren Mission.

## Missionsverbände
- Arbeitsgemeinschaft Evangelikaler Missionen (AEM, Deutschland, seit 1974)
- Arbeitsgemeinschaft Evangelischer Missionen (AEM, Schweiz, seit 1972)
- Arbeitsgemeinschaft Pfingstlich-Charismatischer Missionen (APCM, Deutschland, seit 1998)
- Evangelisches Missionswerk in Deutschland (EMW, seit 1975)
- Dikasterium für die Evangelisierung (römisch-katholische Kurienbehörde seit 1622, Name von 1967 bi 2022 Kongregation für die Evangelisierung der Völker)

## Kirchliche Zuordnung
Der Begriff hat in den Kirchen teilweise unterschiedliche Bedeutung:

### Katholisch (in Auswahl)

#### Missionsorden
Allgemein alle religiösen Missionsorden oder Missionsinstitute für Weltpriester: 
- Claretiner
- Comboni-Missionare
- Herz-Jesu-Missionare
- Königin der Apostel
- Marianisten
- Maristen
- Missionsgesellschaften Apostolischen Lebens
- Pallottinerinnen
- Päpstliches Institut für die auswärtigen Missionen
- Salesianer Don Boscos
- Steyler Missionare
- Weiße Väter

#### Missionswerke
Speziell jene Missionsinstitute, Säkularinstitute oder ähnliche Einrichtungen, die seit Mitte des 19. Jahrhunderts entstanden sind:
- Säkularinstitute:
  - missio
- Missionsinstitute:
  - Missionsgesellschaft von Boa Nova
  - Missionsgesellschaft vom hl. Joseph von Mill Hill
  - Pariser Mission

### Evangelisch (in Auswahl)
In den evangelischen Kirchen meint man damit Vereinigungen zur Unterstützung der Mission. Eine der ältesten ist die 1698 in London entstandene Society for Promoting Christian Knowledge. Vor allem im 19. Jahrhundert sind zahlreiche national organisierte Missionsgesellschaften entstanden, die sich 1921 im Internationalen Missionsrat und 1961 im Weltkirchenrat zusammengeschlossen haben. 1971 wurde in Deutschland als Dachorganisation das Evangelische Missionswerk gegründet.

#### Landeskirchlich
- Berliner Missionswerk
- Evangelische Mission Weltweit
- Evangelische Mission in Solidarität
- Evangelisch-lutherisches Missionswerk in Niedersachsen
- Gesellschaft für Innere und Äußere Mission im Sinne der lutherischen Kirche
- Gossner Mission
- Leipziger Missionswerk
- Mission EineWelt
- Norddeutsche Mission
- Rheinische Missionsgesellschaft
- Scripture Gift Mission
- Vereinte Evangelische Mission
- Zentrum für Mission und Ökumene – Nordkirche weltweit

#### Freikirchlich
- Allianz-Mission
- Bibel-Mission[1]
- Christliches diakonisches Hilfswerk Stephanus
- Christus für alle Nationen
- Deutsche Indianer Pionier Mission
- Deutsches Mennonitisches Missionskomitee
- Deutsche Inland-Mission
- Europäisch-Baptistische Mission
- Frontiers
- Inter-Mission
- Jugend mit einer Mission
- Liebenzeller Mission
- Lutherische Kirchenmission
- Missionskutter Elida
- New Tribes Mission
- Open Air Campaigners
- Operation Mobilisation
- Missionswerk Mitternachtsruf
- Missionswerk Werner Heukelbach
- OMF International
- Osteuropamission International
- Vereinigte Deutsche Missionshilfe
- Volksmission entschiedener Christen

#### Überkonfessionell
- Campus Crusade for Christ International
- Die Bruderhand
- DMG interpersonal
- Coworkers
- indicamino
- Licht im Osten
- Mission Aviation Fellowship
- Schweizerische Missions-Gemeinschaft (SMG)
- Serving In Mission
- Wycliff

### Ökumenisch
Zur Unterstützung der Missionsgesellschaften wurden seit dem 19. Jahrhundert zahlreiche Missionsvereine gegründet.
- Basler Mission
- Deutsches Institut für Ärztliche Mission
- Shelter Now
- SIL International